# 아이모 카얀데르
아이모 카를로 카얀데르(핀란드어: Aimo Kaarlo Cajander, 1879년 4월 4일 ~ 1943년 1월 21일)는 핀란드의 임학자, 정치인이다. 1922년, 1924년, 1937~1939년 핀란드의 총리를 지냈다. 겨울전쟁 개전 당시 총리였으며, 열악했던 핀란드군의 군장이 이 사람의 이름을 따 "카얀데르 제식"이라는 멸칭으로 불리는 수모를 겪었다.

## 어린 시절
초급학교 교장 카를 알렉산데르 카얀데르와 뮈내매키 지방관의 딸 안나 마틸다 알레니우스의 아들로 우시카우풍키에서 태어났다. 1906년 라이나 엘리사베트 케데르베리(Laina Elizabeth Cederberg)와 결혼했고, 슬하에 삼림관 카를로 에르키, 식물학자 아르노, 임학자 에르키를 낳았다.

## 학자 경력
카얀데르는 투르쿠의 핀란드 고전학원(suomalaisen klassillisen lyseon)에서 배우고 1896년 졸업했다. 대학에 진학한 뒤 식물학을 공부했고, 시베리아로 답사를 가서 그 내용으로 1903년 박사논문을 썼다. 또한 에보 임학전문대학에서 임학을 배워 강사 자격을 얻었다. 1908년 헬싱키 대학교에 농림학부가 신설되자 강사로 임용되었고 1911년 교수가 되었다.
1918년, 카얀데르는 임산기업 메채할리투스의 임원장 대행이 되었다. 1927년 정식 임원장이 되었고, 1934년 다시 임원장에 유임되면서 교수직을 그만두었다. 1930년대에는 국유기업 베이칠루오토 제지소와 엔소-구트차이트의 중역회의를 주재하면서 임산계에 영향력을 발휘했다.
1922년에서 1923년까지 핀란드 과학한림원 원장, 1935년에서 1936년까지 핀란드 과학학회 원장을 역임했다.

## 정치 경력
1922년 6월, 카를로 유호 스톨베리 대통령은 그전까지 전혀 정치에 관여하지 않던 카얀데르에게 총리직을 제안했다. 당시 그는 국민연합당 당원이었지만, 정치성향은 스톨베리 대통령의 국민진보당에 더 가까웠다. 166일간 지속된 제1차 카얀데르 내각은 핀란드 최초의 선거관리내각이었다. 카얀데르는 총리이자 농무장관보를 겸임했다.
1924년 1월 카얀데르는 또다시 선거관리내각을 맡았고, 135일간 제2차 카얀데르 내각이 수립되었다. 두 번째 총리 재임 도중 장교위기가 닥쳤으나 큰 사고 없이 넘어갔다. 카얀데르는 1927년 아예 국민진보당으로 당적을 옮겼고, 비푸리 선거구에서 의원으로 당선되어 이듬해 오스카리 만테레 총리의 만테레 내각의 방위장관으로 입각했다. 1933년에는 국민진보당 당주석으로 선출되어 죽을 때까지 그 직을 유지했다. 1930년대에 카얀데르는 국민진보당 당내 좌파의 수장으로 여겨졌다. 당내 우파의 수장은 토이보 미카엘 키비매키였다.
1937년 봄, 카얀데르는 세 번째로 총리가 되었다. 이번에는 무소속 관료가 아니라 국민진보당 소속 정치인으로서 정식 내각을 이끄는 것이었다. 제3차 카얀데르 내각은 사회민주당, 농업동맹이 연정하는 석간주 연정이 최초로 이루어진 사례였다. 두 거대 정당에 비해 약소한 국민진보당 소속의 카얀데르는 사회민주당의 배이뇌 탄네르와 농업동맹의 유호 니우카넨 사이를 중재하는 역할을 했다. 제3차 카얀데르 내각의 가장 중요한 성과는 국민연금법을 통과시킨 것, 대학에서 오랫동안 계속된 언어분쟁을 해결한 것, 오랜 논쟁 끝에 군비를 증가한 것 등이 있다. 하지만 파시즘 정당 IKL을 해산하려는 시도는 실패로 돌아갔으며, 올란드 요새화 문제 역시 해결되지 못했다.
하지만 제3차 카얀데르 내각과 카얀데르 본인은 겨울전쟁을 막지 못한 것으로 핀란드 정치사에 가장 깊게 기억되게 되었다. 카얀데르 총리와 외무장관 루돌프 홀스트, 그리고 홀스트의 후임 외무장관 엘랴스 에르코는 1938년 봄의 "야르체프 협상"의 기회를 형식주의 또는 정치적 도박의 실패로 날려버렸다. 전쟁이 터진 뒤에도 내각은 의회의 신임을 받았으나 결국은 도각되었고 승승장구하던 카얀데르의 정치경력은 하루아침에 몰락했다.
전쟁 기간 중 카얀데르는 수오멘 후오토와 메채할리투스의 중역으로서 공직에 남았다. 1943년 1월 신병으로 의회의사당에서 사망했다.

## 참고 자료
1. ↑  “보관된 사본”. 2008년 1월 16일에 원본 문서에서 보존된 문서. 2020년 3월 14일에 확인함.
2. ↑  ”Cajander, Aimo Kaarlo”, Suomen metsänhoitajat. Finlands forstmästare 1931–1945, s. 87–91. Helsinki: Suomen Metsänhoitajaliitto, 1946.

- Mikko Uola ja Matti Leikola: ”Cajander, Aimo Kaarlo”, Suomen kansallisbiografia, osa 2, s. 75–78. Helsinki: Suomalaisen Kirjallisuuden Seura, 2003. ISBN 951-746-443-6. Teoksen verkkoversio.

| 전임 유호 벤놀라 퀴외스티 칼리오 | 제7대 핀란드의 총리 1922년 6월 2일 ~ 1922년 12월 14일 1924년 1월 18일 ~ 1924년 5월 31일 1937년 3월 12일 ~ 1939년 12월 1일 | 후임 퀴외스티 칼리오 안티 툴렌헤이모 리스토 뤼티 |